# All-trans-デカプレニル二リン酸シンターゼ
all-trans-デカプレニル二リン酸シンターゼ(all-trans-decaprenyl-diphosphate synthase)はユビキノンの合成に関わるプレニル基転移酵素の1つで、次の化学反応を触媒する酵素である。
(2E,6E)-ファルネシル二リン酸 + 7 イソペンテニル二リン酸 {\displaystyle \rightleftharpoons } 7 二リン酸 + all-trans-デカプレニル二リン酸
組織名は(2E,6E)-farnesyl-diphosphate:isopentenyl-diphosphate farnesyltranstransferase (adding 7 isopentenyl units)である。

## 分布
原核生物では酢酸菌Gluconobacter suboxydans、紅色細菌Rhodobacter sphaeroides、根粒菌Sinorhizobium meliloti（以上プロテオバクテリア門）、結核菌（放線菌門）に見出されている。一方、真核生物では分裂酵母Schizosaccharomyces pombe、子嚢菌Saitoella complicata、担子菌Bulleromyces albus、担子菌Rhodotorula minuta、ワタアブラムシとヒトに存在している。

## 構造
原核生物ではホモ2量体で機能しているのに対し、真核生物では2種類のサブユニットがヘテロ4量体を構成している。ただし、分裂酵母以外の酵母は1種類のサブユニットしか持たず、それで機能できることが知られている。